# Бенестаре
Бенестаре (итал. Benestare) — коммуна в Италии, расположена в области Калабрия, подчиняется административному центру метропольный город Реджо-ди-Калабрия.
Население коммуны составляет 2425 человек (на 2001 г.), плотность населения составляет 135 чел./км². Коммуна занимает площадь 18,46 км². 
Почтовый индекс — 89030. Телефонный код — 0964.
Святым покровителем коммуны почитается Архангел Михаил, день его памяти ежегодно отмечается 29 сентября.

## Администрация коммуны
Главой коммуны является мэр Доменико Мантенья, с 10 июня 2024 года.